# 易危物種
易危物種（英文：Vulnerable species，多寫作為VU）是世界自然保護聯盟瀕危物種紅色名錄中其中一個保護現狀分類。指現存一些快成為瀕危物種的生物，例如是受到環境因素的影響及在中期內可能有比較高的滅絕威脅。目前有5196种动物和6789种植物被列为易危物種，而1998年分别为2815种和3222种。當中較有代表性的物種有大熊猫、大白鲨、北極熊、巽他雲豹、眼鏡熊、長頸鹿、獵豹、美洲鱷、無尾熊以及菲律賓三趾翠鳥。